# Kathedrale von Formosa (Argentinien)

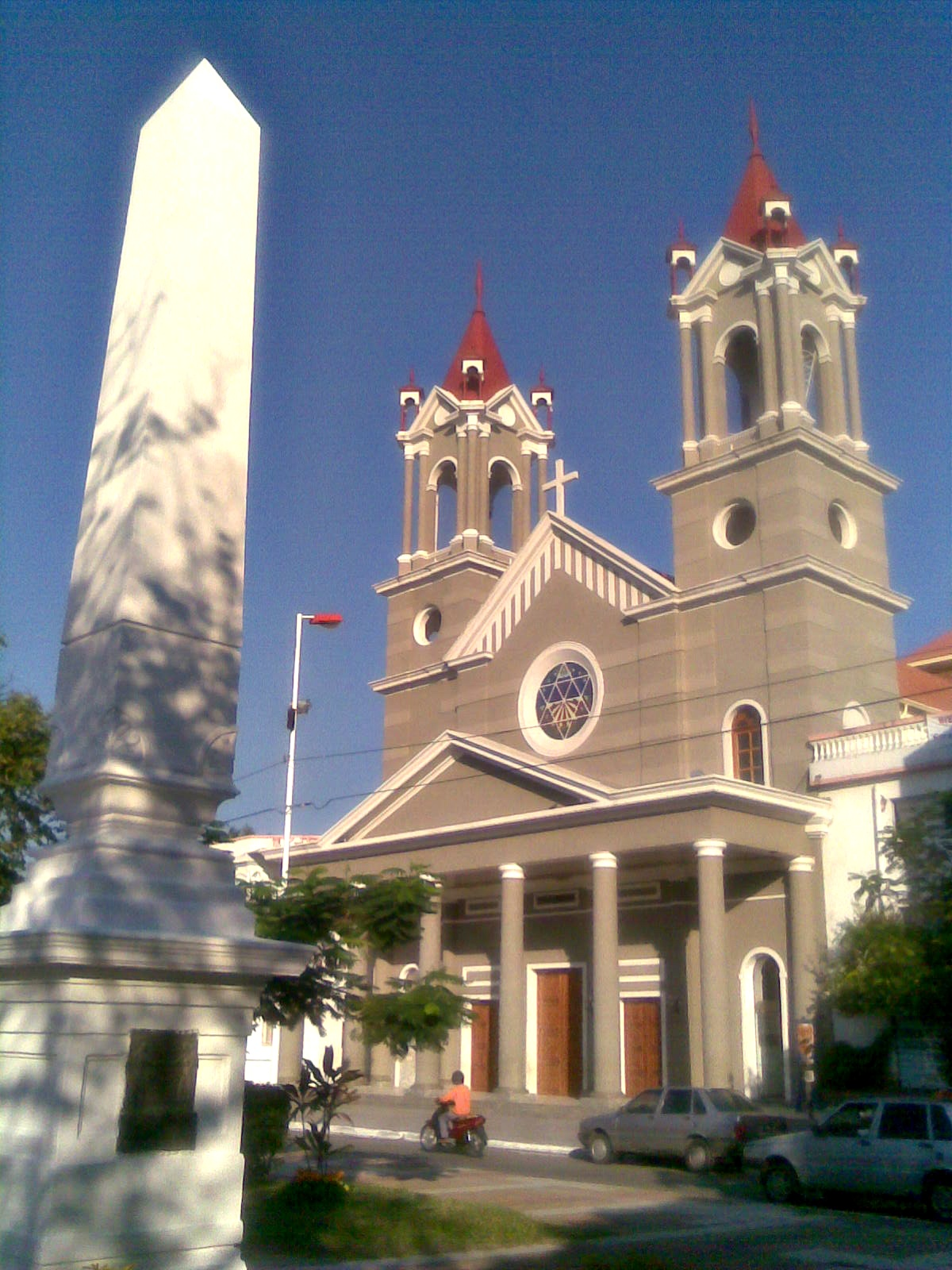
Kathedrale von Formosa

Die Kathedrale von Formosa (spanisch Catedral de Nuestra Señora del Carmen) in der Provinzhauptstadt Formosa im Nordosten Argentiniens ist der Sitz des römisch-katholischen Bistums Formosa.

## Lage
Die ca. 60 m hoch gelegene Provinzhauptstadt Formosa liegt auf dem Westufer des Río Paraguay unmittelbar an der Grenze zum Staat Paraguay ungefähr 1100 km (Fahrtstrecke) nördlich von Buenos Aires. Die Kathedrale befindet sich in der Stadtmitte an der Av. 25 de Mayo (Ecke Calle Moreno).

## Geschichte
Der Baubeginn des ursprünglich als Pfarrkirche konzipierten Kirchenbaus lag im Jahr 1896; obwohl das Bauwerk noch längst nicht fertig war, wurden bereits drei Jahre später die ersten Messen gefeiert. Eine bauliche Erweiterung um jeweils ca. 10 m wurde im Jahr 1947 abgeschlossen. Im Jahr 1957 wurde durch Papst Pius XII. das Bistum Formosa errichtet und die ehemalige Pfarrkirche zur Kathedrale erhoben. In den Jahren 1964 bis 1966 erfolgte die Neugestaltung der Fassade mitsamt des Eingangsportikus und der Bau der beiden seitlichen Glockentürme.

## Architektur
Die dreischiffige Kirche entstand in den Stilformen des Neoklassizismus; sie ist im Aufriss basilikal und verfügt über ein Querschiff. Die Vierung ist durch einen Tambour erhöht und eigenständig belichtet.

## Ausstattung
Wichtigste Skulptur ist das im 19. Jahrhundert in Spanien gefertigte Gnadenbild der Virgen del Carmen, für das eine eigene Kapelle errichtet wurde.